# ケルキラ島
ケルキラ島 （Κέρκυρα / Kérkyra） あるいはコルフ島 (伊: Corfù)・コルキラ島 (ラテン語: Corcyra) は、地中海東部のイオニア海北東部に位置するギリシャの島である。地理的・行政的なイオニア諸島地方に属し、ギリシャ共和国の主要な島の中では最も西北に位置する。
ギリシャ本土とイタリア南部を結ぶ線上にあり、アドリア海湾口を押さえるこの島は、要衝として歴史上しばしば争奪の舞台となった。中心都市ケルキラ（コルフ）市はイオニア諸島地方の首府であり、その旧市街は世界遺産に登録されている。

## 名称
古典ギリシャ語ではケルキュラ (Κέρκυρα) やコルキュラ (Κόρκυρα) と呼ばれ、ラテン語ではコルキラ (Corcyra) と呼ばれた。
ギリシャ語ではこのほか、「山並み」「頂き」(crests / peaks) を意味する言葉からコリュファイ Κορυφαί / Koryphai とも呼ばれた。東ローマ帝国のもとではこれが転じ、「頂きの都市」(city of the peaks) を意味するコリフォー Κορυφώ / Koryphō となった。ヴェネツィア共和国がこの島を統治すると、コルフ (Corfù) と呼んだ。この名称が英語に引き継がれ、この島は英語ではもっぱら「コルフ島」と呼ばれている。

## 地理

ケルキラ島の地図

### 位置・広がり
ケルキラ島はイオニア諸島の主要な島の中では最も北に位置する。鎌に喩えられる形状を持つ南北に長い島で、島の西北端から東南端までは約60km。島の面積は 592.877 km2 で、イオニア諸島ではケファロニア島に次いで2番目に広い面積を持つ。海岸線の総延長は 217 kmである。大陸（バルカン半島）との間はケルキラ海峡（コルフ海峡）によって隔てられている。
ケルキラ島北東部が向き合う大陸側はアルバニア領であり、島から東北へ約10kmほどの距離にアルバニア南部の都市サランダがある。ケルキラ海峡はアルバニア領との間で最も狭まっており、その幅は2kmほどである。この水路は、国際水路機関(IHO)の定義によるアドリア海とイオニア海の境界でもある。
島の中央部では、ケルキラ海峡の幅は対岸のイピロス地方（テスプロティア県）との間で30kmほどと最も広くなっている。島の首府であるケルキラの街は、海峡に面した東海岸に位置しており、アルバニアのサランダから南南西へ約28km、ギリシャ本土（イピロス地方）のイグメニツァから西北へ約32km、州都レフカダから北北西へ約110km、イタリアのブリンディジから東南へ約203kmの距離にある。
ケルキラ島南東部で、ケルキラ海峡は再び狭まっており、本土側のシヴォタ（イグメニツァ市の一部）との間の距離は約10kmである。島の南端から南へ約13kmを隔ててパクシ島がある。

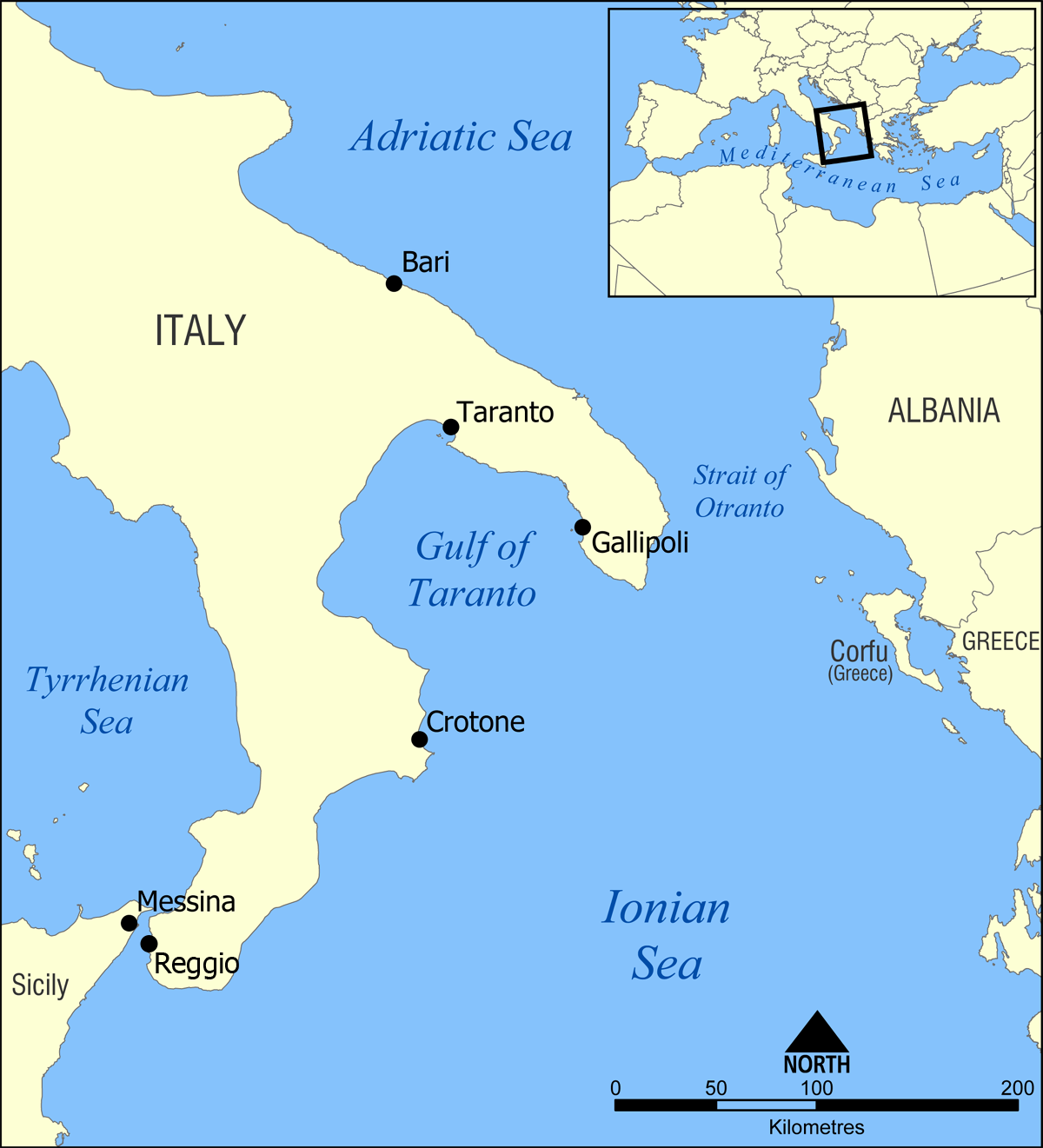
ケルキラ島とイタリア

ギリシャ共和国の主要な島のうち最も北西に位置するケルキラ島は、イタリアに最も近い島の一つである。島の北西端とイタリア半島東南端（サレント半島）との間には約100kmの距離があり、島の北西方にはバルカン半島とイタリア半島の間が狭まる海域（オトラント海峡）がある。いくつかの定義はあるものの、アドリア海とイオニア海との境界はこの付近に引かれる（イオニア海#地理参照）。国際水路機関の定義によれば、島の北西端カラゴル岬とサレント半島東南端サンタ・マリア・ディ・レウカ岬 (Santa Maria di Leuca) とを結ぶ線がその境界となっており、ケルキラ島の北岸はアドリア海に面するとされる。
ケルキラ島の北西にはオトニ島、エリクサ島、マトラキ島などの有人島がある。これらの島々は、2011年以降はケルキラ自治体に属している。

### 地勢
2つの山並みが島を東西に横断しており、島を3つの地域に分けている。北部は山がちな地域であり、中部は丘陵地帯であり、南部は平野の多い地域となっている。島の北側にあるパンドクラトラス山脈（Παντοκράτωρ）は、Cape Falacro から Cape Psaromita にかけて山並みを連ねており、パンドクラトラス山（906m）が島の最高峰である。島の南側には Άγιοι Δέκα の山並みがある。
島は石灰岩が作り出した様々な景観に恵まれている。Agios Gordis, the Korission lagoon, Agios Georgios, Marathia, Kassiopi, Sidari, Palaiokastritsa には浜（ビーチ）がある。
ケルキラ島はケファロニア断層の近くに位置しており、しばしば地震が発生する。ケルキラの街でも農村部でも、16世紀以来建てられた伝統的な建築物の多くが地震により失われている。
- サランダ（アルバニア）から見たケルキラ島
- 島の西北部のアイオス・イェオルイオス湾
- パンドクラトラス山

### 主要な都市・集落
人口1000人以上の都市・集落は以下の通り（人口は2001年国勢調査時点）。
| 名                 | 原語           | 地区             | 人口      |
| ------------------ | -------------- | ---------------- | --------- |
| ケルキラ           | Κέρκυρα        | ケルキラ地区     | 2万8185人 |
| カナリア           | Κανάλια        | ケルキラ地区     | 0万3556人 |
| レフキンミ         | Λευκίμμη       | レフキンミ地区   | 0万3517人 |
| ポタモス           | Ποταμός        | ケルキラ地区     | 0万2365人 |
| コンドカリ         | Κοντόκαλι      | ケルキラ地区     | 0万1616人 |
| アレポウ           | Αλεπού         | ケルキラ地区     | 0万1606人 |
| アイオス・マテオス | Άγιος Ματθαίος | メリティイス地区 | 0万1583人 |
| ペリヴォリ         | Περιβόλι       | コルシア地区     | 0万1420人 |
| キノピアステス     | Κυνοπιάστες    | アヒリオ地区     | 0万1279人 |
| カシオピ           | Κασσιόπη       | カシオピ地区     | 0万1076人 |
| カルサデス         | Καρουσάδες     | エスペリエス地区 | 0万1039人 |
| ヴィロス           | Βιρός          | アヒリオ地区     | 0万1018人 |
| アルギラデス       | Αργυράδες      | コルシア地区     | 0万1000人 |

- ケルキラ市街
- レフキンミ
- カシオピ

### 基礎自治体（ディモス）
現在のケルキラ島は、周辺の小島嶼と共に、基礎自治体（ディモス）のケルキラ市 (Δήμος Κερκυραίων) に属している。
現在のケルキラ市は、2011年1月施行のカリクラティス改革にともない、（旧）ケルキラ市など10の自治体が合併して発足した。旧自治体は、新自治体を構成する行政区（ディモティキ・エノティタ）となっている。
下表の番号は、下に掲げた「旧自治体」地図の番号に相当する。面積の単位はkm²、人口は2001年国勢調査時点。
|    | 旧自治体名               | 綴り            | 政庁所在地   | 綴り      | 面積     | 人口      |
| -- | ------------------------ | --------------- | ------------ | --------- | -------- | --------- |
| 1  | ケルキラ                 | Κέρκυρα         | ケルキラ     | Κέρκυρα   | 41.9 km2 | 3万9487人 |
| 2  | アイオス・イェオルイオス | Άγιος Γεώργιος  | アグロス     | Αγρός     | 39.4 km2 | 0万4958人 |
| 3  | アヒリオ                 | Αχίλλειο        | ガストゥリ   | Γαστούρι  | 48.7 km2 | 1万0319人 |
| 4  | エスペリエス             | Εσπερίες        | ヴェロナデス | Βελονάδες | 54.5 km2 | 0万8136人 |
| 5  | ティナリ                 | Θινάλι          | ニンフェス   | Νύμφες    | 77.9 km2 | 0万5512人 |
| 6  | カソペア                 | Κασσωπαία       | ギマリ       | Γιμάρι    | 33.7 km2 | 0万2787人 |
| 7  | コリシア                 | Κορισσία        | アルギラデス | Αργυράδες | 27.7 km2 | 0万5122人 |
| 8  | レフキンミ               | Λευκίμμη        | レフキンミ   | Λευκίμμη  | 48.7 km2 | 0万6704人 |
| 9  | メリティイス             | Μελιτειείς      | モレティカ   | Μοραΐτικα | 67.1 km2 | 0万6690人 |
| 10 | パレオカストリツァ       | Παλαιοκαστρίτσα | ラコネス     |           | 48.4 km2 | 0万4279人 |
| 12 | パレリイ                 | Παρέλιοι        | コキニ       | Κοκκίνι   | 49.0 km2 | 0万7197人 |
| 13 | フェアケス               | Φαίακες         | イプソス     | Ύψος      | 53.9 km2 | 0万6488人 |
| 14 | エリクサ ※               | Ερείκουσα       | エリクサ     | Ερείκουσα | 04.4 km2 | 0万0698人 |
| 15 | マトラキ ※               | Μαθράκι         | マトラキ     | Μαθράκι   | 03.5 km2 | 0万0297人 |
| 16 | オトニ ※                 | Οθωνοί          | オトニ       | Οθωνοί    | 10.1 km2 | 0万0663人 |

- ケルキラ県の旧自治体（1999年から2010年まで）
- ケルキラ市（2011年から）

## 歴史

### 古代

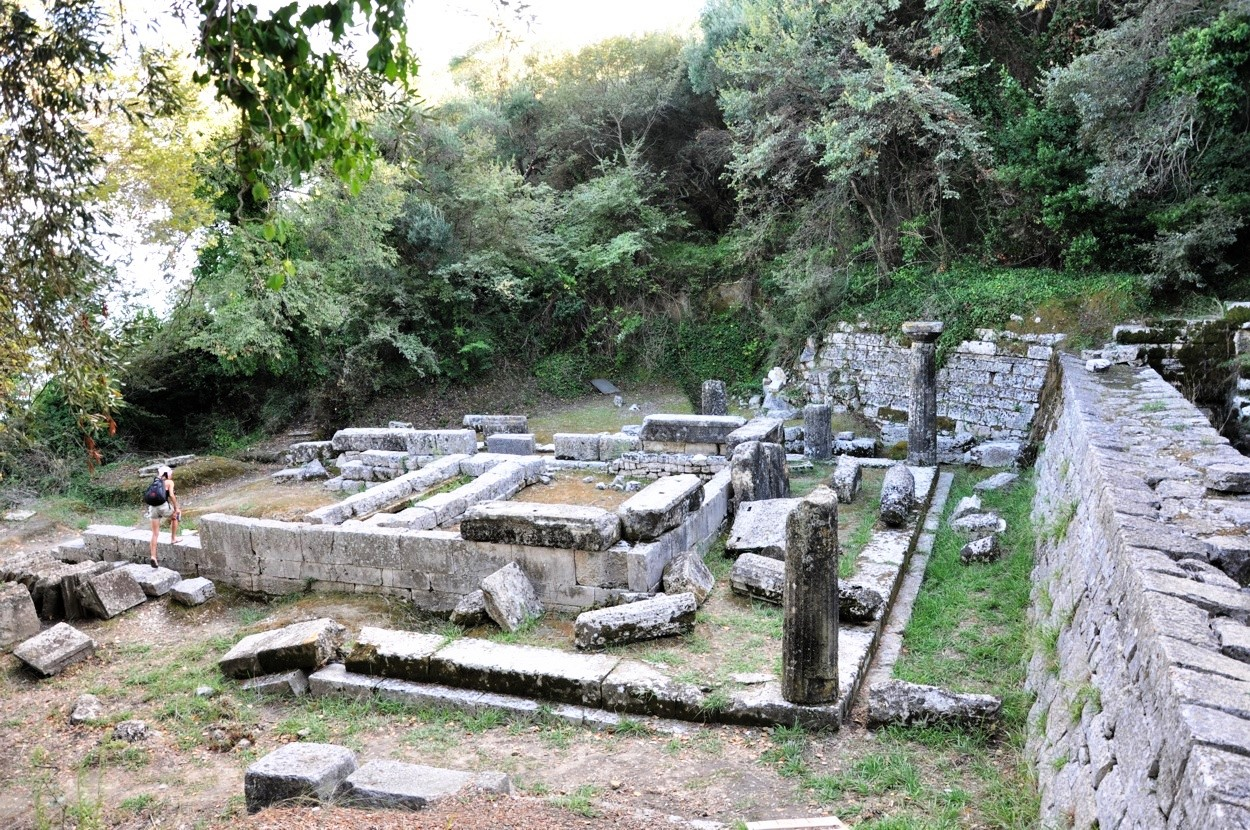
カルダキにある紀元前700年頃の神殿の跡

この島に関する最古の言及は、紀元前1300年頃に記された線文字Bで記されたミケーネ・ギリシャ語の単語である。
古代ローマの地理学者ストラボンをはじめとする学者たちは、ホメロスの『オデュッセイア』に記された「スケリア島」(Scheria) をケルキラ島に比定し、この島の住民をパイアクス人と呼んだ。
ケルキュラ島（ケルキラ島）は、ギリシャ本土とイタリア半島南部（マグナ・グラエキア）との間に位置する交易の要衝であり、島の南部には肥沃な平地を有していた。紀元前734年、ケルキュラにはコリントス人たちが植民市を築いたが、それ以前にエレトリアからの入植者がいたようである。こうした非コリントス系の住民の影響もあり、ケルキュラの植民市の人々は母都市コリントスに対して反抗的な姿勢を取った。この対立は紀元前7世紀初頭に先鋭なものとなり、紀元前665年、ギリシャの歴史に記録された最初の海戦は、この島を巡って行われた。トゥキュディデスによれば、この戦争はコリントスの僭主ペリアンドロスがケルキュラの艦隊を打ち破って島を占領する形で終結した。ケルキュラはコリントスとともにアポロニアとアナクトリウム (Anaktorio) の建設に参加したが、まもなく独立を取り戻し、商業発展を純粋に追及する政策を展開した。紀元前480年、アケメネス朝ペルシャがギリシャに侵攻した際（ペルシャ戦争）、ケルキュラはギリシャで2番目に大きな60隻の艦隊を有していたが、戦争には積極的な役割を占めなかった。
紀元前435年、ケルキュラの植民市エピダムノスの支配を巡り、コリントスとの間に紛争が生じた。ケルキュラはアテナイに支援を求め、この提携はペロポネソス戦争の直接的な原因の一つとなった（シュボタの海戦）。ケルキュラは海軍基地をアテナイに提供することとしたが、必ずしもアテナイ艦隊に支援を与えたわけではなかった。島では寡頭政治（オリガルキー）を目指す有力者の党派が2度にわたって蜂起を行ったが（紀元前427年と紀元前425年）、いずれも失敗し（アテナイに敗北したとも言える）、反対党派によって報復を受けた。
紀元前415年、アテナイがシケリア遠征を行うと、アテナイの影響下にあったケルキュラはその補給基地となった。紀元前410年、有力者の党派が3度目の蜂起で寡頭政治を確立させると、ケルキュラは戦争から離脱した。紀元前375年、ケルキュラは再びアテナイと同盟を結び、このためその2年後にスパルタからの攻撃を受けることとなる。田園は荒廃したが、防衛に成功している。
ヘレニズム時代（ディアドコイ戦争）にも、ケルキュラはしばしば争奪の舞台となった。紀元前303年には、マケドニア王カッサンドロスによる包囲を受け、その後スパルタ王クレオニュモス (Cleonymus of Sparta) の一時的な占領を受けた。ケルキュラは独立を回復するが、シュラクサイのアガトクレスに征服された。アガトクレスは紀元前295年、娘のラナッサ (Lanassa (wife of Pyrrhus)) をエピロスのピュロス王に嫁がせる際に、持参金としてケルキュラ島を提供した。以後、紀元前255年にエピロス王アレクサンドロス2世が没するまで、エピロス同盟の一員であった。
紀元前229年、イリュリア人によって獲得されたが、間もなくローマ艦隊に引き渡され、少なくとも紀元前189年までローマの海軍基地となった。その後、知事（おそらくコンスルの指名による）の統治下に置かれるが、紀元前148年にマケドニア属州に編入された。
紀元前31年、オクタヴィアヌス（のちのアウグストゥス）がマルクス・アントニウスに対抗するための拠点を置いた（アクティウムの海戦参照）。紀元後336年以降、ローマ帝国の東方の皇帝に属することとなった。395年のローマ帝国の東西分割により、ケルキラ島は、東ローマ帝国の領土となった。

### 中世
ニコポリス (Nicopolis) が建設されると、ケルキュラの重要度は下がり、長らく顧みられない時代が続いた。しかし、ノルマン人がシチリアに王国を建国し、イタリアの海軍力が勃興すると、ケルキラは再び激しい争奪の舞台となった。1081年から1085年にかけてシチリアのロベルト・イル・グイスカルドが、1147年から1154年にかけてルッジェーロ2世（初代シチリア王）が、この島を支配している。1197年から1207年の時期（第4回十字軍による東ローマ帝国の解体を挟む）には、ジェノヴァの私掠船団がこの島を支配したが、のちにヴェネツィア共和国によって追放されている。1214年から1259年にかけてはエピロス専制侯国に引き渡され、1267年にはナポリ王国のアンジュー家（ナポリ・アンジュー朝）の所有となった。しかし、ナポリ王国の支配力は弱く、この島はさまざまな「冒険家」の進攻に悩まされることになった。このため、1386年にケルキラ島はヴェネツィア共和国の保護領となり、1401年にはヴェネツィア共和国がケルキラ島の正式な主権を獲得した。1797年にフランスが占領するまで、ケルキラ島はヴェネツィア共和国の領土であった。

### 19世紀
1797年のカンポ・フォルミオ条約によってヴェネツィア共和国は解体され、ケルキラ島はフランスに割譲された（フランス領イオニア諸島）。フランスは県を置いたが、1799年にフョードル・ウシャコフ提督率いるロシア・オスマン帝国連合軍によって放逐された。1800年3月21日、ロシアとオスマン帝国による共同の保護国として七島連合共和国（イオニア七島連邦国、Επτάνησος Πολιτεία）が建国され、ケルキラに自治政府の首都が置かれた。1807年、アイラウの戦いでフランスがロシアを破ると、ティルジット条約によりイオニア諸島はフランス帝国の支配下となり、François-Xavier Donzelot が総督として統治した。1809年、イギリス艦隊はケルキラ島を包囲した。イギリス艦隊は他のイオニア諸島の島々を占領したが、ケルキラ島は陥落しなかった。1815年11月5日の第二次パリ条約により、イオニア諸島にはイギリスの保護領「イオニア諸島合衆国」が設立された。ケルキラはイギリスの高等弁務官が駐在する保護領の首都となった。
1864年3月29日、イギリス、ギリシャ王国、フランス、ロシアはロンドン条約に調印し、イオニア諸島の主権をギリシャ王国に譲渡することが合意された。4月21日、高等弁務官が宣言を発し、イオニア諸島はギリシャに編入された。

### 20世紀
第一次世界大戦中、この島はセルビア軍の亡命地として機能した。セルビア王国はオーストリアおよびブルガリアによって占領されたのである。この島での滞在中、多くのセルビア兵が飢餓や疫病などで死亡し、ケルキラ港の沖合のヴィド島に葬られた。戦後、ヴィド島にはセルビア人からギリシャ国民への感謝を示した記念碑が立てられ、その墓地はセルビア人詩人 Milutin Bojić の詩により「青い墓地」 (Plava Grobnica) として知られる。
1923年に、ギリシャとイタリアとの間に外交紛争が生じ、イタリア軍はケルキラ島に砲撃を加えて占領した（コルフ島事件）。この危機は、国際連盟の仲裁によって解決された。
ギリシャ・イタリア戦争中の1941年4月、ケルキラ島はイタリア軍に占領された。ギリシャが枢軸国に降伏すると、イタリアによる占領統治下に置かれた。ベニト・ムッソリーニはイタリアの「国土回復」（イレデンティズム）を実現させ、イタリアの一部とするため、イオニア諸島の島々にはギリシャ本土と異なる地位が与えられた。一方、1941年11月の第一日曜日には、ケルキラの学生たちがイタリアによる占領に反対する運動を起こしている。これは、ギリシャでの抵抗運動の最初期の事例のひとつである。多くの島民は島から本土へとのがれて ELAS や EDES などのパルチザンに身を投じた。
1943年、イタリアのファシスト政権が崩壊すると、ケルキラ島を占領するためにドイツ軍が行動を開始した。10月14日、ドイツ空軍がケルキラに対して爆撃を行い、住宅・教会・議会・図書館などが破壊された。島のイタリア兵たちは降伏し、島はドイツ軍に占領された。1944年には連合軍によっても爆撃が行われた。ドイツ占領下のケルキラ島では、ユダヤ人が強制収容され、アウシュビッツに送られた。
1944年10月14日、イギリス軍がケルキラ島に上陸し、島は枢軸国の占領下から解放された。イギリス海軍はケルキラ海峡の機雷の除去のために活動したが、第二次世界大戦後に成立したアルバニア人民共和国は、ケルキラ海峡に新たに機雷を敷設し、イギリス海軍兵士に死傷者が出て外交問題となった（コルフ海峡事件）。これは東西冷戦の最初期のエピソードのひとつである。

## 教育
- イオニア大学  (Ionian University)

## 交通

### 航空
- ケルキラ国際空港

### 海運
対岸のイグメニツァからフェリー便がある。

## 神話の中のケルキラ
ギリシャ神話によれば、コルキュラ島の名はニュンペーのコルキューラ（河神アーソーポスの娘の一人）に由来するとされる。海神ポセイドーンはコルキューラを見初めて連れ去り、この島に住まわせたという。コルキューラはポセイドーンとの間にパイアークスという息子をもうけた。パイアークスは「パイアクス人」（ラテン語: Phaeacians）の名のもととなった。
ホメーロスの『オデュッセイア』に登場する「スケリア島」（Σχερία / Scheria）は、ケルキラ島のこととされる。オデュッセウスが長い漂泊の最後、故郷イタケー（イタキ島とされる）に帰還する直前に訪れた島がスケリア島であり、王女ナウシカアーとの物語が展開される。

## コルフ・アジア美術館
2008年、ケルキラ島のコルフ・アジア美術館 (Σινοϊαπωνικό Μουσείο Κέρκυρας) では、肉筆画は存在しないといわれていた浮世絵師東洲斎写楽の肉筆扇面画（『四代目松本幸四郎の加古川本蔵と松本米三郎の小浪』）が世界で初めて発見された。アジア美術館には、林忠正と交流があった外交官のグレゴリオス・マノス(Gregory Manos,1850-1928)が蒐集した美術品を展示している。